# Xylocopa waterhousei
Xylocopa waterhousei là một loài Hymenoptera trong họ Apidae. Loài này được Leys mô tả khoa học năm 2000.

## Hình ảnh

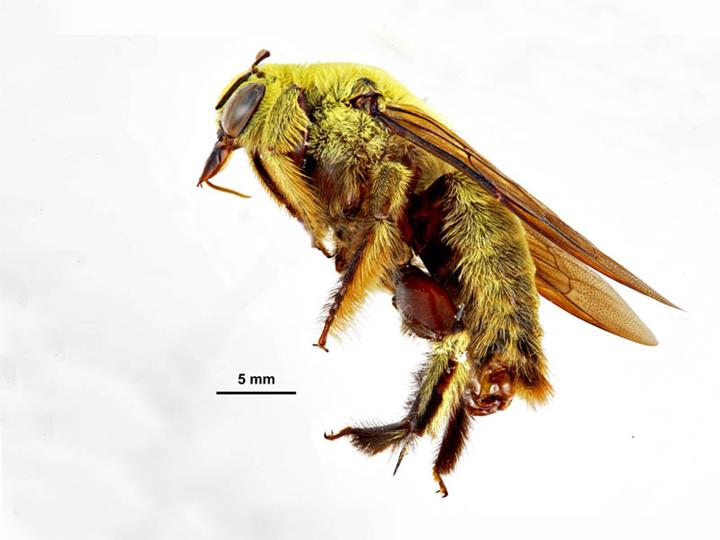